# 柏拉图学院

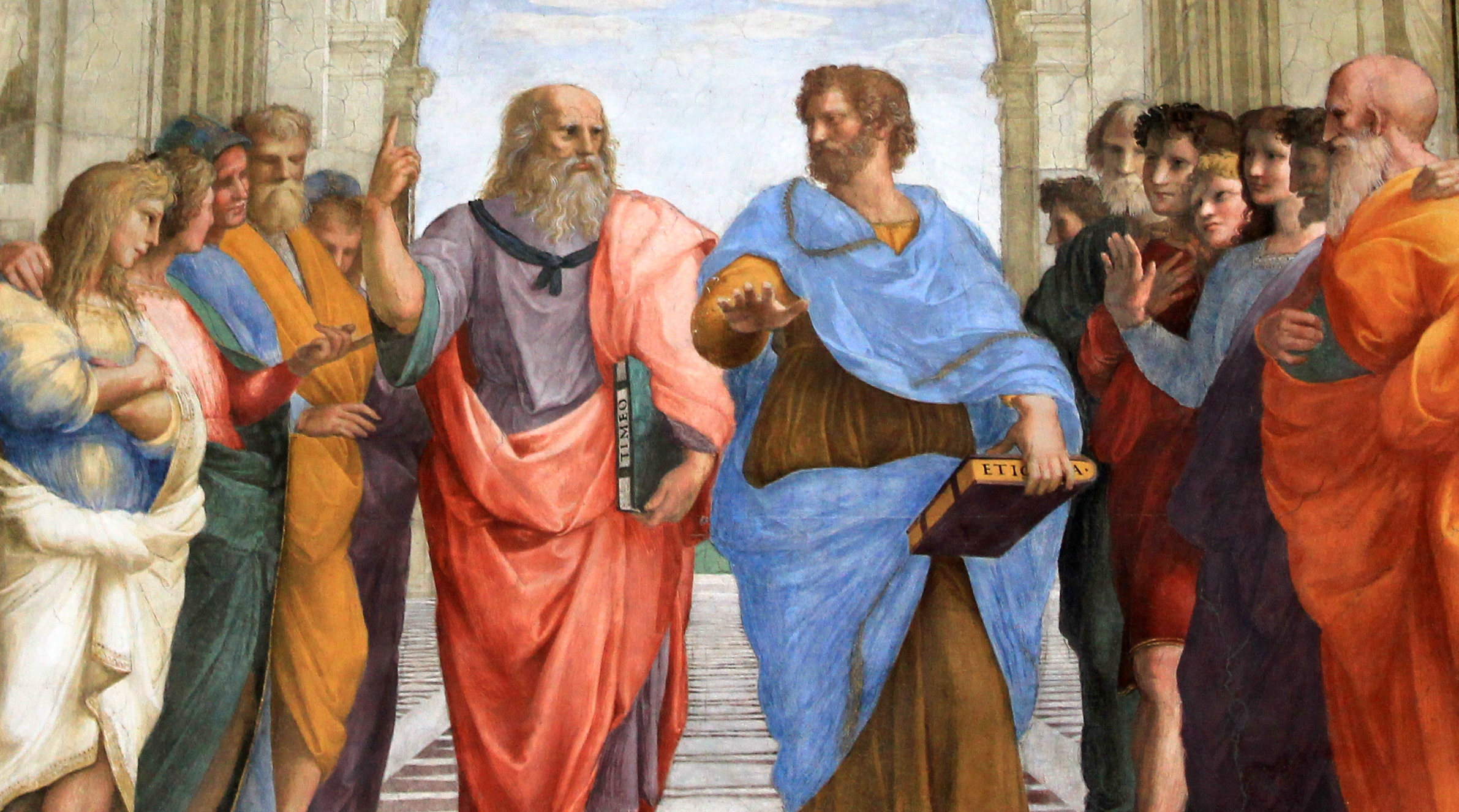
拉斐爾《雅典學院》，繪有古希臘諸子百家，并非生活于同一時期

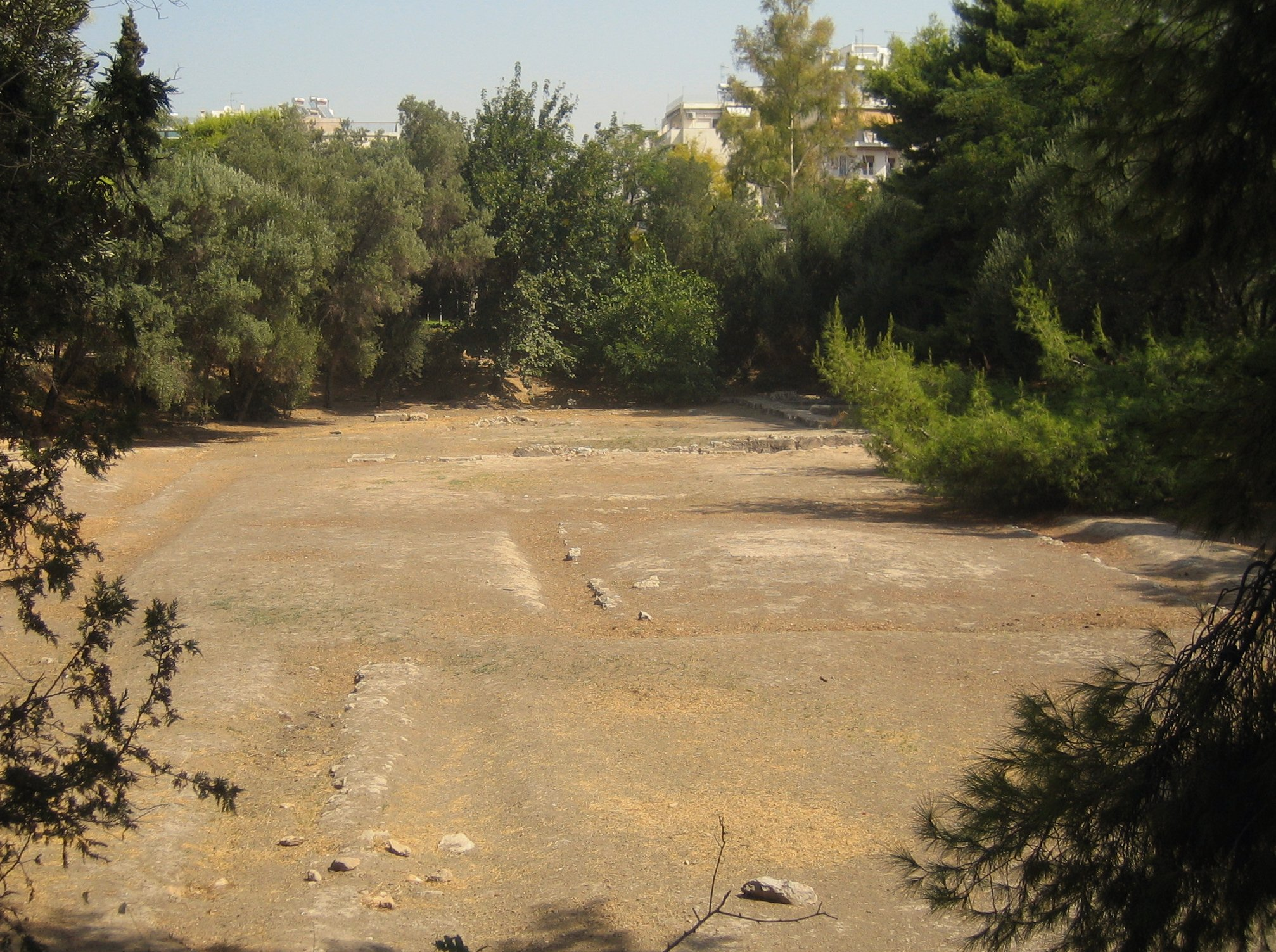
學院遺址

學院，又稱柏拉圖學院、雅典學院，是古希臘哲學家柏拉圖在約前387年創立於雅典城北方的學校，許多古希臘哲學名士曾受教於此。例如後來開創「逍遙學派」、建立自己學校的亞里斯多德便曾在此唸了20年書。該學院的希臘文名稱 Ἑκαδήμεια（Hekademia）據稱是源自於古希臘時期雅典一位名叫"Akademos"（阿卡德摩斯）的英雄，柏拉圖在其墓地建立了歐洲歷史上第一所綜合性學校，英語中「學院」一詞「Academy」和其他歐洲語言的同源詞即源自它的名字。
學院在整個希臘化時期都堅持懷疑論（Academic skepticism），直到公元前83年，拉里薩的斐洛逝世為止。學院裡的哲學家教師在柏拉圖死後仍繼續教授他的哲學，410年時一度成為新柏拉圖主義的學術中心。公元529年，羅馬帝國皇帝查士丁尼一世下令關閉學院，才結束柏拉圖學院的教學史。

## 延伸閲讀
- 吕刻昂學院
- 学院怀疑主义